# Cadurcos
Los cadurcos (en latín: Cadurci) fueron un pueblo celta que vivió en el área que ocupa el actual departamento de Lot, en Francia, entre los nitióbroges y los rutenos, y que tenían al norte a los arvernos. 
Fueron uno de los primeros pueblos que se sumaron a la revuelta de Vercingétorix en el año 52 a. C. y participaron activamente en la guerra. Son mencionados por César junto con los gábalos y los velavios, y dice que reconocían la supremacía de los arvernos.
Su capital era Divona, más tarde Civitas Cadurcorum (hoy Cahors). La ciudad de Uxeloduno, que les pertenecía igualmente, fue asediada y ocupada por César, según narra Aulo Hircio en el libro VIII de los Comentarios a la guerra de las Galias.
El nombre del país, Cadurcinum, evolucionó en la Edad Media a Cahorsin (o Caorsin) y dio finalmente el de Quercy. El territorio de los cadurcos fue después el obispado de Cahors.